# Premio internazionale Rhegium Julii "Città dello Stretto"
Il Premio Internazionale "Città dello Stretto", assegnato per la prima volta nel 1984, è conferito a 
 Questa iniziativa del Rhegium Julii è volta a valorizzare l'unità culturale costituita dalle città di Reggio Calabria e Messina, per mezzo dell'estensione ad entrambe le città degli eventi e delle celebrazioni in programma.
Anche se in talune occasioni il premio è stato conferito per una specifica opera letteraria, in generale esso premia l'insieme delle opere dei vincitori scelti (poeti, saggisti, scienziati, critici).

## Albo d'oro dei vincitori[3]
- 2019 – Tahar Ben Jelloun[4];
- 2018 – Adonis;
- 2016 – Claudio Magris
- 2015 – Francesco Magris, Al margine, Bompiani, saggio
- 2014 – Paul Ginsborg, Famiglia Novecento, Einaudi, saggio
- 2013 – Luca Serianni, Leggere, scrivere, argomentare, Laterza[5]
- 2012 – Rosario Villari per il volume Un sogno di libertà (Mondadori)
- 2011 – Roberto Napoletano, direttore di Sole 24 Ore (alla carriera);
- 2010 – Vittorio Sgarbi;
- 2008 – Ildefonso Falcones de Sierra;
- 2006 – Jack Hirschman;
- 1999 – Nicholas Evans e Rita Levi Montalcini;
- 1998 – Seamus Heaney;
- 1996 – Derek Walcott;
- 1994 – Toni Morrison;
- 1992 – Iosif Aleksandrovič Brodskij;
- 1990 – Pierangelo Bertoli;
- 1987 – Atahualpa Yupanqui;
- 1986 – Carlo Bernari;
- 1985 – Jannis Ritsos;
- 1984 – Leonida Repaci e Ciril Zlobec;